# Hundimiento de El Karina
El Hundimiento de El Karina es el nombre con que se conoce a un combate marítimo en el que estuvieron involucrados la Marina colombiana y el grupo guerrillero M-19, ocurrido el 14 de noviembre de 1981, en aguas continentales de la costa pacífica de Colombia.

## Acontecimientos
El M-19 adquirió un barco panameño y lo nombró El Karina para introducir a Colombia 400 toneladas de armas desde Alemania. En el buque de río viajaban 3 guerrilleros: Fernando Erazo “Salvador”, Héctor González y Jairo Rubio “Henry”, además de marineros alemanes contratados hasta Panamá.
El hundimiento se presentó luego de 3 horas de combate entre el buque ARC Sebastián de Belalcázar de la Armada Nacional y los guerrilleros a bordo del buque, que estaba cargado con armamento destinado al grupo guerrillero. El combate terminó con la rendición de sus tripulantes y el hundimiento de la nave con toda la carga a bordo. A la fecha, ni los restos de El Karina ni las armas que transportaba han podido recuperarse.